# Robert Hues
Pour l'homme politique, voir Robert Hue.
Robert Hues (1553 – 24 mai 1632) est un mathématicien et géographe anglais. Il fait partie, avec Thomas Harriot, Walter Warner et Nathanael Tarporley, des savants rémunérés par le comte Henry Percy, neuvième comte de Northumberland.

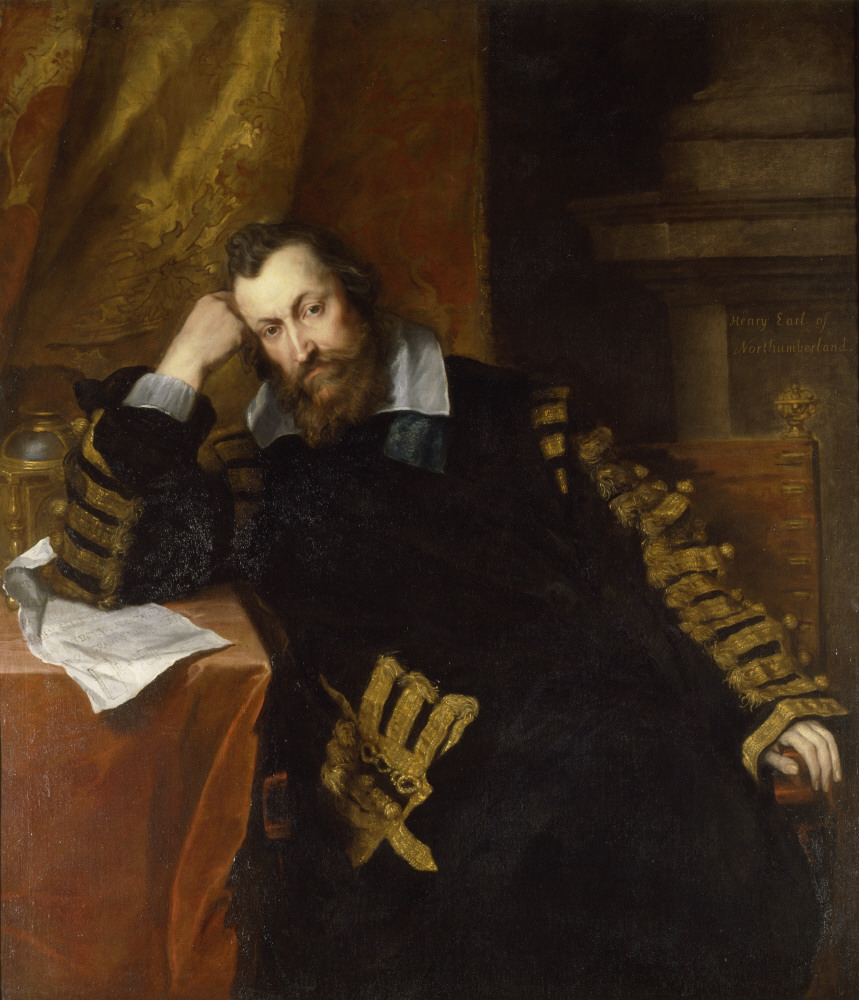
Henry Percy, le protecteur de Robert Hues.

On lui doit des observations sur la boussole au large de la côte de Terre-Neuve : il fait partie de l'expédition organisée en 1585 par Walter Raleigh et dirigée par Richard Grenville, qui cingle vers la Virginie et à bord de laquelle se trouve le mathématicien Thomas Harriot.  
Entre 1586 et 1588, Hues voyage avec Thomas Cavendish autour du globe afin d'en mesurer les latitudes. En 1589, Hues sert le comte de Cumberland dans son expédition aux Açores.  À partir d'août 1591, Hues reprend la mer avec Cavendish, accompagné de John Davis. Il se livre, pendant un second voyage autour du monde à des  observations astronomiques dans l'Atlantique Sud, et de nouveaux relevés des variations de la boussole à l'équateur. En 1592, la mort de Cavendish, le conduit sur le chemin du retour vers l'Angleterre.
En 1594, Hues publie ses découvertes dans son Tractatus de Globis et usu eorum (Traité sur les globes et leur utilisation), commentaires des travaux d'Emery Molyneux (fin de 1592- début de 1593). Tout en poursuivant ses relations avec Raleigh, Hues se met au service de Thomas Grey (en), 15e et dernier baron Grey de Wilton (en). Lorsque  le baron Grey a été emprisonné  pour avoir participé au complot de William Watson (en), Hues demeure à ses côtés.
En 1614, après la mort de Grey,  Hues se met au service de Henry Percy, lui aussi emprisonné dans la Tour de Londres.
Robert Hues, Thomas Harriot et Walter Warner sont parfois appelés les Trois Rois Mages du comte Percy.
Hues devient alors le précepteur d'Algernon Percy, 10e comte de Northumberland, et de son frère Henry.
Retiré à Oxford, et travaillant pour l'Université, il se livre alors aux  mathématiques. Il meurt le 24 mai 1632 dans cette même ville. Hues est enterré dans la cathédrale Christ Church.

## Jeunesse et éducation
Robert Hues est né en 1553 à Little Hereford, dans le Hertfordshire, en Angleterre. 
En 1571, il entre au Brasenose College d'Oxford, puis, trop pauvre et pensant y perdre son temps, il rejoint "St Mary's Hall".
Le 12 juillet 1578, Hues obtient son diplôme ès Arts avec de solides connaissances en grec (ce que confirmera plus tard le dramaturge George Chapman, que Hues aida dans  sa traduction d'Homère.
Hues fut peu après emprisonné la Tour de Londres (on ignore la raison) et serait parti à l'étranger après sa libération. 
Ami du géographe Richard Hakluyt, régent du collège Christ Church, il rencontre par son entremise Walter Raleigh. Hues rencontre également Thomas Harriot aux conférences mathématiques de Thomas Allen.

## Carrière
Entre 1586 et 1588, Hues fait le tour du monde avec Cavendish. Thomas Cavendish est un des élèves  d'Harriot dans l'école de navigation créée par Raleigh. Son but est de "prendre les vraies latitudes des lieux". Un livre, publié par Hakluyt en 1589 décrit ses travaux lors  du voyage intitulé : Voyages et découvertes de la nation anglaise. Mais l'année de sa parution, il s'embarque avec Edward Wright pour une expédition aux Açores destiné à capturer des galions espagnols pour le compte du comte de Cumberland.
En 1591, lorsque Hues et Cavendish  repartent pour une nouvelle tentative de tour du monde, ils passent par  Leicester. Ils y retrouvent l'explorateur John Davis et font route commune vers le détroit de Magellan. Mais les membres d'équipage meurent de scorbut, de froid et de faim... Cavendish se décide à retourner vers l'Angleterre. Une mutinerie, une attaque d'indigènes et de Portugais, Cavendish meurt en 1592, déprimé, quelque part dans l'océan Atlantique, après un éventuel suicide. Hues retourne en Angleterre avec Davis en 1593
Ses découvertes sont publiés dans le  Tractatus (Traité sur les globes et leur utilisation, 1594) ; ce livre sera traduit plusieurs fois et en plusieurs langues.  John Smith, qui fonda le premier établissement permanent anglais en Amérique du Nord à Jamestown (Virginie), recommande encore cet ouvrage parmi les œuvres qu'un jeune marin devrait étudier.
Dédicacé à Walter Raleigh, le livre reproche aux marins anglais de ne pas avoir assez poussé leur connaissance de l'astronomie et de la géométrie qui, selon lui, sont indispensables au succès de la navigation. Divisé en cinq parties, le traité s'ouvre sur la description des éléments communs aux globes terrestre et céleste de Molyneux, des latitudes et des longitudes, des  zones et des climats.  La deuxième partie décrit les planètes, les étoiles fixes et les constellations ; la troisième partie décrit les terres et les mers et discute de la longueur de la circonférence de la terre. Enfin, la quatrième partie détaille le maniement des globes marins tandis que la dernière se termine sur un travail inspiré par Harriot. On y trouve, imprimées pour la première fois en Angleterre les six propositions fondamentales de navigation donnant les éléments d'un triangle sphérique (pour la France, le mathématicien François Viète donne ces formules dans son "Canon" en 1579).
Par la suite, Hues continue à fréquenter la maison de Walter Raleigh - il sera l'un de ses exécuteurs testamentaires. En 1591, ils sont régulièrement  les hôtes du comte Percy de Northumberland. Enfin, quelques années plus tard, Hue entre au service de Thomas Grey (1575-1614), le dernier baron Grey de Wilton. 
Lorsqu'en 1603, Grey est proscrit et déchu de son titre, Hues l'accompagne dans sa prison de la Tour de Londres. 
En 1616, le décès de Grey le libère et il devient le précepteur des fils du comte de Northumberland. Le Comte lui verse une somme annuelle de 40 livres pour soutenir ses recherches (jusqu'en 1632). Aux dires d'Antony  Wood, Harriot, Hues, Warner, Tarporley et Allen se réunissaient encore souvent avec le comte Henry Percy, même après son emprisonnement dans la Tour. Mais cette version est contestée comme étant une légende par John  Aubrey.
Ces hommes étaient ceux qui faisait avancer l'astronomie, les mathématiques, la physiologie et les sciences physiques de leur époque et il n'y a rien d'étonnant à ce qu'on leur prête de telles réunions. Précepteur des fils de Northumberland ; Algernon Percy puis Henry en 1622-1623, il suivit Algernon Percy, à Oxford en 1617 et plus tard, son jeune frère. Hue partageait alors son temps entre Christ Church, Petworth House dans le Sussex, et Syon House, à Londres, du moins après la libération du comte Henry Percy en 1622.

## Fin de vie
La fin de la vie de Hues se déroule à Oxford. Il y enseigne et y discute de sciences avec ses amis. Il rencontre Walter Warner à Londres, et s'entretient avec lui des phénomènes de réflexion. Selon les termes du testament de Thomas Harriot, décédé le 2 juillet 1621, Hues et Warner se doivent d'aider Nathaniel Torporley à mettre en forme la publication de ses documents mathématiques. Hues contribue également (avec John Protheroe à l'établissement des catalogues des livres d'Harriot et de ses autres biens lors de leur vente. Hues, demeuré célibataire, est décédé le 24 mai 1632 à Stone House, St. Aldate's (en face du Sanglier bleu, en plein centre d'Oxford)
Dans son testament, Hues fait de nombreux legs à ses amis. Il est enterré dans la cathédrale Christ Church, où une plaque en laiton porte l'inscription suivante :
«  Depositum viri literatissimi, morum ac religionis integerrimi, Roberti Husia, omnigenem eruditionem ob, Theologicam Tum Historicam, Tum Scholasticam, Philologicam, Philosophiam, praesertim vero Mathematicam (monumentum insigne cujus dans typis reliquit) Primum Thomae conjunctissimi Candishio, cujus dans consortio, explorabundis velis ambivit ORBEM: deinde Domino Baroni Gray; cui solator accessit dans Arca Londinensi. Quo defuncto, ad studia Henrici Comitis Northumbriensis ibidem vocatis est, cujus filio operam instruendo cum annorum aliquote in hac Ecclesia dedisset locum Academiae Confinium et valetudinariae senectuti censuisset commodum; in aedibus Johannis Smith, exhaustus corpore, vividus animo sed, expiravit die Maii 24, anno salutis reparatae 1632, aetatis suae 79.  »
«   Ci-gît un homme très cultivé, de la plus haute intégrité morale et religieuse, Hues Robert; à cause de toutes sortes d'érudition, la théologie et puis sur Historique, puis scolastiques, philologie, philosophie, mais le plus important Mathématiques (concernant laquelle un grand emblème de l'honneur chez l'éditeur [à savoir, son livre] n'est laissé pour compte), il a été étroitement associé avec Thomas Cavendish, en compagnie duquel il a exploré le monde d'une manière favorable, et à côté du Seigneur Grey, Baron, pour qui il est venu comme consolateur dans la Tour de Londres. Lorsque Gray est mort, il a été convoqué à l'étude d'Henri comte de Northumberland, dans le même lieu, et un travail de plusieurs années l'a occupé dans cette Église... à savoir, la cathédrale Christ Church : l'instruction de son fils. Et il fut décidé que l'enceinte de l'école serait appropriée pour lui permettre de retrouver sa santé dans sa vieillesse dans la maison de John Smith. Son corps épuisé, mais avec un esprit vif, il rendit le dernier soupir le 24 mai, en l'an de notre salut 1632, à l'âge de 79 ans.  »

## Œuvre
Hues, Robert (1594), Tractatus de GLOBIS et usu eorum: accommodatus IIS Qui Londini editi sunt anno 1593, sumptibus Gulielmi sandersoni civis Londinensis, conscriptus à Hues Roberto [Traité sur les globes et leur utilisation: Adapté à ceux qui ont été publiés à Londres en l'an 1593, aux dépens de William Sanderson, un résident de Londres, écrit par Robert Hues], London: Dans Aedibus Thomae Dawson [dans la maison de Thomas Dawson], OCLC 55576175 (en latin), in-octavo. 